# Titulus regius

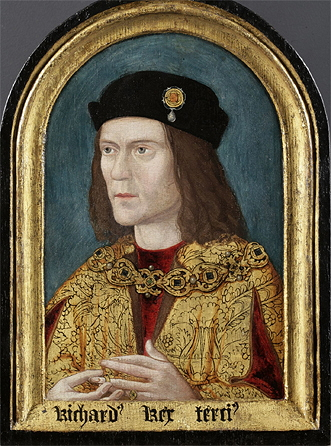
Ricardo III, que promulgó el Titulus Regius para legitimar su ascenso al trono de Inglaterra. Sociedad de anticuarios de Londres.

Titulus regius ("título real" en Latín) es un estatuto del Parlamento de Inglaterra aprobado en 1484, por el que se concedía el título de rey de Inglaterra a Ricardo III
La ley ratifica la declaración que habían hecho un año antes los miembros de las cámaras de los lores y los comunes, en la que se anulaba el matrimonio entre Eduardo IV de Inglaterra e Isabel Woodville, por lo que sus hijos, entre ellos Eduardo, Ricardo e Isabel, eran ilegítimos, y por tanto quedaban excluidos de lista de sucesión al trono. Ricardo III había sido proclamado rey por derecho, pero los lores y los comunes no habían sido oficialmente convocados como Parlamento para esta proclamación, por lo que para acallar las dudas sobre su validez, se aprobó la declaración con rango de ley en cuanto el Parlamento se reunió.
Tras la muerte de Ricardo III, esta ley fue revocada, lo que automáticamente devolvió la legitimidad a los hijos de Eduardo IV e Isabel Woodville.

## Contenido

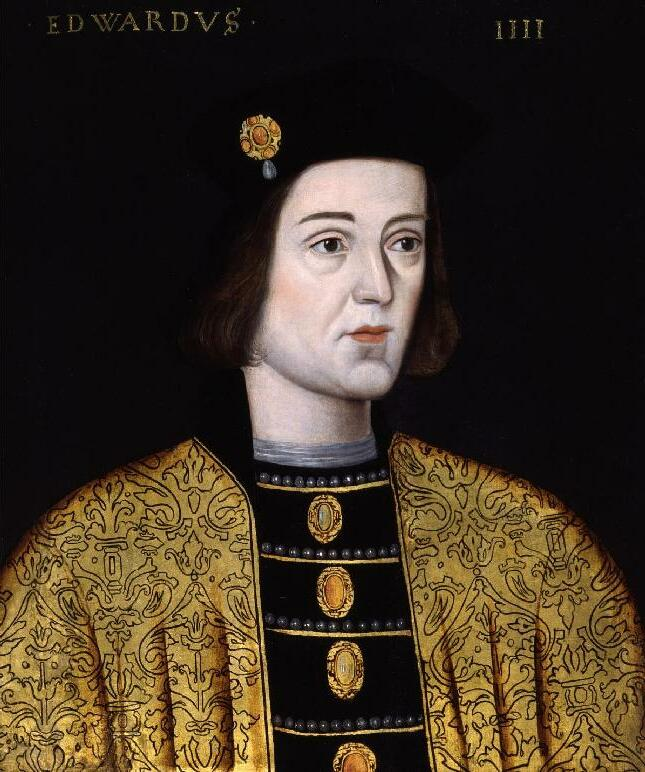
Eduardo IV

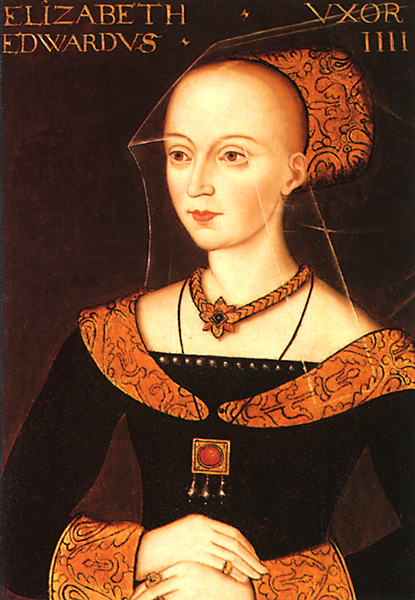
Isabel Woodville, cuyo matrimonio era nulo según el Titulus regius

El matrimonio de Eduardo IV fue invalidado porque el obispo Robert Stillington testificó que el rey había dado promesa de matrimonio a lady Leonor Talbot.

Y cómo también que en el momento del contrato del mismo presunto matrimonio, y antes y mucho tiempo después, el dicho rey Eduardo estaba y siguió estando casado con la dama Elianor Butteler, hija del antiguo conde de Shrewesbury, con quien el mismo rey Eduardo había hecho un precontrato de matrimonio mucho antes de que hiciera el supuesto matrimonio con la mencionada Elizabeth Grey, de manera y forma antes dicha.

El documento afirmaba también que Isabel Woodville y su madre habían recurrido a la brujería para conseguir que el rey se casara con ella. Como el hermano de Ricardo, el duque de Clarence, había sido ejecutado y despojado de sus derechos civiles, sus descendientes habían perdido cualquier derecho al trono, por lo que Ricardo era el único heredero. Para mayor seguridad, el documento también sugería que Jorge y Eduardo (nacidos respectivamente en Irlanda y Normandía) también eran ilegítimos, por lo que declaraba que Ricardo, «nacido en esta tierra», era el «indudable hijo y heredero de Ricardo, difunto duque de York».
También se critica el reinado de Eduardo, al que se acusa de haberse conducido por la «sensualidad y la concupiscencia» y haberse recreado en la «adulación y la lisonja», y de ser fácilmente influenciable por «personas insolentes, violentas y de exorbitante avaricia», en referencia a la familia Woodville. Por el contrario, describe a Ricardo como un hombre distinguido por «un gran sentido común, prudencia, justicia, noble valor y actos memorables y loables en diversas batallas».

## Derogación
Después de que Ricardo resultara muerto en batalla, la ley fue derogada por el primer parlamento del nuevo rey, Enrique VII. La derogación tuvo mucha importancia porque el nuevo rey y sus seguidores veían el reinado de Ricardo III como una usurpación, y también porque la futura esposa de Enrique VII, Isabel de York, a quien había prometido matrimonio si llegaba al trono, era la hija mayor de Eduardo IV e Isabel Woodville, y el Titulus regis también la hacía ilegítima.
Enrique también ordenó a sus súdbitos destruir todas las copias de esta ley y cualquier documento relacionado sin leerlo. Sus órdenes fueron tan rigurosamente acatadas que no se encontró más que una copia de la ley, transcrita por un cronista monástico en la crónica de Croyland, donde fue descubierta por George Buck más de un siglo después, durante el reinado de Jacobo I.
La ley de derogación fue aprobada por el primer parlamento de Enrique VII. Esta nueva ley decía que el «Titulus regius» original quedaba «sin validez, anulado, derogado, írrito (invalidado), y de ninguna fuerza ni efecto», que el original debía ser destruido, y cualquier copia debía destruirse o devolverse al Parlamento bajo pena de multa y encarcelamiento.
Un informe legal de su reinado señala:

(…) que dicha ley, acta y registro, se anule y posteriormente destruya, y que sea ordenado por la misma autoridad que la misma ley y registro se retiren del rollo del Parlamento, y sea cancelado y quemado, y quede en olvido perpetuo.

Enrique casi consiguió eliminar el Titulus regius. El periodo de 100 años durante los que el Titulus regius estuvo censurado coincidió con el reinado de la dinastía Tudor. Se sabía que Ricardo había alegado que un precontrato de matrimonio invalidaba los derechos de los hijos de Eduardo al trono, pero no se conocía quién era la supuesta esposa «auténtica» de Eduardo. Tomás Moro daba por hecho que se trataba de la que fue amante del rey durante mucho tiempo, Isabel Lucy, una opinión que se dio por válida hasta que Buck descubrió el documento original.
El hijo mayor de Eduardo IV, aunque el Titulus regius anuló su reinado, se inscribe como Eduardo V para enfatizar que Ricardo III fue un usurpador. Así, el nieto de Enrique VII reinó con el nombre de Eduardo VI.